# Ligestilling
 Der er for få eller ingen kildehenvisninger i denne artikel, hvilket er et problem. Du kan hjælpe ved at angive troværdige kilder til de påstande, som fremføres i artiklen.

Ligestilling mellem kønnene indebærer, at mænd og kvinder har lige pligter, rettigheder og muligheder inden for alle væsentlige områder af livet. Den kræver bl.a. en lige fordeling af magt og indflydelse, samme muligheder for økonomisk uafhængighed, lige vilkår i erhvervsvalg, lønarbejde og udviklingsmuligheder på arbejdet, lige adgang til uddannelse, samme muligheder for udvikling af personlige interesser, talenter og ambitioner, samt delt eller indbyrdes aftalt ansvar for hjem og børn og frihed fra kønsrelateret vold.
I Danmark har kvinder og mænd ikke de samme juridiske rettigheder. Eksempelvis er reproduktionsrettigheder ikke lige, og drengebørn har ikke den samme ret til beskyttelse mod overgreb, som pigebørn har. Ligeledes er mænd placeret i bunden, når det kommer til langt de fleste punkter for livskvalitet, såsom levealder, psykiske lidelser, selvmord, fattigdom, hjemløshed og udsættelse for vold. Kvinder derimod udsættes i højere grad for voldtægt og i lidt højere grad for partnervold.

## Ligestillingsideen i Danmark
Første gang ideen offentligt blev fremført af en kvinde i Danmark, var i Mathilde Fibigers forfatterskab. Men Ludvig Holberg (i Niels Klims underjordiske Rejse) og Tycho Brahe (og hans søster Sophia) havde tidligere strejfet den.
Debatten om kvindernes frigørelse og ligestilling florerede livligt i 1850 og årene derefter. Ved oprettelsen af Dansk Kvindesamfund i 1871 kom der struktur på debatten. Gradvis ændredes synet på kvindens rolle i familie og samfund. Landvindingerne var få og til at overskue, men de lovgivningsmæssige fremskridt skete hurtigere end de praktiske.
Industrialiseringen betød, at mændene overtog mange af kvindernes vanskelige arbejdsopgaver (ølbrygning, brødbagning, fremstilling af smør og ost, slagtning, husdyrfodring, saltning af madvarer, m.m.).
Derved faldt kvindernes status i hele samfundet.
Nogle højdepunkter inden for ligestilling:
- Halv arvelod til kvinder. Indført af Svend Tveskæg. Omkring år 983.
- Lov om kvinders ligeberettigelse med mænd, med hensyn til myndighed og arveret i 1857.
- Lovliggørelsen af prævention i 1880 betød, at kvinder og mænd kunne dyrke sex inden ægteskabet uden at risikere at blive straffet.
- Indførelsen af kvindernes valgret i 1915.
- Emma Gads skuespil og etikettebogen Takt og Tone (1918) kæmper på humoristisk[kilde mangler] måde for ligestillingen.
- Fjernelse af hustugten i 1926.
- P-pillen.[forklar yderligere]
- Rødstrømpebevægelsen, var en gruppe af kvinder, som vakte meget stor opmærksomhed ved at gå med noget så uskyldigt som røde sokker. De kæmpede for at skaffe sig uddannelse og arbejde.
- Indførelsen af fri abort 1973.
- Oprettelse af Ligestillingsministeriet 1999.
- Institutionalisering i 80'erne (1980), hvor kommuner oprettede flere institutioner for børn, som betød, flere kvinder kunne komme på arbejdsmarkedet.

1. verdenskrig betød et spring frem for kvinderne, da der blev mangel på mænd. Men krisen i 1930'erne gav et tilbageslag, som først blev overvundet i 1960'erne.
Ungdomsoprøret i 1968 medvirkede for ligestillingen, og kvinderne oplevede, at opsvinget i 1960'erne gav mulighed for en plads på arbejdsmarkedet, da det stigende antal børnehaver gav den nødvendige tid.
Indførelse af ligelønnen og oprettelsen af et ligestillingsministerium er sidste skud på stammen.

### Organisationer om ligestilling
- Dansk Kvindesamfund
- Foreningen Far
- Kvindeligt Selskab[2]
- Sex og Samfund (tidligere Foreningen for Familieplanlægning )
- Ligestillingsministeriet

### Nøgletal fra dansk statistik om ligestilling[3]
Danmark statistik udgav i 2019 en artikel om ligestilling på en række punkter, hvor tallene i 2019 var:
- Lønforskel i procent (uforklaret lønforskel): 4,5%.
- Opstillede og valgte kvinder til folketingsvalg: 38,9% valgte kvinder.
- Forskel i gennemsnitligt antal arbejdstimer pr. uge for mænd og kvinder med hjemmeboende børn under 6 år: 3 timer.
- 30-34-årige mænd og kvinder med lang videregående uddannelse: 18% mænd og 24,6% procent kvinder.
- Beskæftigelsesfrekvens for mænd og kvinder: mænd 77% kvinder 73,2 procent.
- Mænd og kvinder, der er ofre for vold (pr. 100.000): mænd 491,4 kvinder 401.

### Debatterede emner om ligestilling

#### Værnepligt
I Danmark er det kun mænd, der er pålagt værnepligt i grundloven. Det er muligt for kvinder frivilligt at melde sig til tjeneste. Fra den 1. juli 2025 er der uden om grundloven indført værnepligt for kvinder i Danmark.

#### Ret til egen krop
Drengebørn har ikke den samme ret til beskyttelse mod overgreb som pigebørn har ved bl.a. omskæring (Hel eller delvis fjernelse af kønsdelene). Omskæring af kvinder (female genital mutilation) er forbudt ifølge straffelovens §245a, men omskæring af drengebørn (male genital mutilation) er tilladt. Emnet er blevet rejst flere gange, bl.a. via borgerforslag, da omskæring er et irreversibelt indgreb i kønsdelenes normale funktionalitet med en lang række problematiske bivirkninger og risiko for komplikationer, men der har fra politisk side været ønske om at lade religionsfrihed vægte højere end at beskytte barnets helbred, seksualitet og ret til egen krop.
Hjemløshed
Langt størstedelen af hjemløse er mænd: 77% mod 23% kvinder.

#### Forældremyndighed
Ved forældremyndighedssager som skilsmisser vil moderen oftest blive tildelt forældremyndigheden grundet et forældet hensyn til barnets tarv, og børnene forbliver fastboende hos moderen med besøgsmulighed hos faderen en eller flere gange om måneden.

#### Kriminalitet
I 2005 var der 20,5% kvinder skyldige i danske straffelovsovertrædelser. Dette tal var stort set uforandret i 2009, hvor tallet var 20%. 
Kvinder idømmes signifikant mildere straffe for samme kriminalitet, end mænd gør.

#### Politik
Ved Folketingsvalget i 2005 blev der valgt 65 kvinder (36%).
Efter folketingsvalget i 2007 var 38% af Folketingets medlemmer kvinder.
I forbindelse med folketingsvalget i 2011 var der 39% kvinder blandt Folketingets medlemmer.
Ca. 51% af alle stemmeberettigede er kvinder. Flertallet af dem stemte på mænd, direkte eller indirekte ved at stemme på et parti i stedet for på en bestemt kandidat. Meget få kvinder deltager i vælgerforeningernes arbejde, hvorfor de ikke er med til at opstille partiernes kandidater.

#### Arbejdsmarkedet
Under 5% af ikke medarbejdervalgte bestyrelsesmedlemmerne i børsnoterede selskaber er kvinder. I Sverige og Norge er der 20%.
Under 2% af alle vejarbejdere er kvinder. Under 3% af alle renovationsarbejdere, "skraldemænd", er kvinder. Næsten alle offentligt halvdagsansatte er kvinder. Næsten alle ansatte i vuggestuer og børnehaver er kvinder.
I de største virksomheders bestyrelser i Danmark er kvindeandelen, inklusiv de medarbejdervalgte, på 17,9%. I Norge er den på 28,8%. I Danmark er ca. halvdelen af de kvindelige bestyrelsesmedlemmer medarbejdervalgte. I Norge udgør de mindre end en tredjedel. Det skal dog nævnes, at der i Norge er lovkrav om, at 40% af medlemmerne af bestyrelser skal være kvinder.
Ifølge Danmarks Statistik 2019 tjente mænd i gennemsnit 4,5% mere i uforklaret løn – det vil sige en lønforskel, der ikke kan forklares. Hvor en gennemsnitlig timeløn for mænd var 235 kr., og den for kvinder var 198 kr. Forskellene var største i den private sektor, hvor lønningerne generelt er højere, og hvor der i langt højere grad kan forhandles om lønniveau. Denne lønforskel er et gennemsnit af alle i job og sammenligner ikke det samme arbejde. Der er intet, der tyder på, at lønforskellen på mænd og kvinder i Danmark er et resultat af diskrimination, men derimod et resultat af forskellige valg.
Der ses også en forskel i forhold til ulykker på arbejdsmarkedet. Mellem 2016 og 2020 er der beklageligvis omkommet 5 kvinder i forbindelse med en arbejdsulykke, mens der i samme periode er omkommet 138 mænd.
Ved annoncering benyttes tilføjelsen m/k til markering af, at stillingen kan søges af både mænd og kvinder.
Den tilsvarende angivelse på tysk er m/w/d (männlich/weiblich/divers), hvor divers også kan tolkes som drittes Geschlecht (3. køn; de der ikke vil rubriceres som hverken mand eller kvinde).
På engelsk bruges m/f/d (male/female/diverse).

#### Sundhed
På psykiatrifonden kan man se, at der fra 2010 til 2018 er et stabilt tal på ca. 600 mænd og kvinder, som begår selvmord. År 2018 mænd 426 – kvinder 158, år 2019 629 selvmord. Af dem var 470 mænd og 158 kvinder. I 2020 blev der registreret 410 selvmord blandt mænd, mens tallet var 170 for kvinder.
Nattelivet
Mens størstedelen af vold i nattelivet er rettet mod mænd, føler kvinder sig i langt højere grad utrygge.

#### Uddannelse og forskning
Af alle ph.d.-studerende er 40% kvinder.

##### Højeste uddannelsesniveau mellem kvinder og mænd
- af alle som gennemførte en erhvervsgymnasial (HTX f.eks.) uddannelse var 47% kvinder – 53% mænd
- af alle som gennemførte en almen gymnasial uddannelse var 65% kvinder – 35% mænd
- af alle som gennemførte en mellemlang uddannelse var 73% kvinder – 27% mænd
- af alle som gennemførte en lang videregående uddannelse var 52% kvinder – 48% mænd
- af alle som gennemførte en forskeruddannelse var 36% kvinder – 64% mænd

Ovenstående er baseret på statistiske data fra 2004 og dækker over 714.521 mænd og kvinder.
En oversigt fra Københavns Universitet viser dog, at kvinder tenderer til at studere de "blødere" fag. I 2016 var der et flertal af mænd ved naturvidenskabelige fag, et flertal af kvinder ved humanistiske fag, mens kønnene var balancerede ved samfundsvidenskabelige fag.
Man har indført en kontant bonus til universiteter, der ansætter kvinder i forskerstillinger i stedet for mænd. Dette er diskrimination, idet det i praksis betyder, at det koster penge at ansætte en mand, men det er gratis at forfremme en kvinde.